# Ioana Strungaru
Ioana Strungaru (născută Crăciun, n. 4 ianuarie 1989, Trușești, România), este o canotoare română medaliată cu bronz la Jocurile Olimpice de vară din 2016 în proba de 8+1, legitimată în prezent la CS Botoșani.

## Carieră
Prima medalie din carieră a fost obținută la Campionatele Mondiale de Juniori din 2007 de la Beijing, unde a cucerit medalia de bronz cu echipajul de 8+1.
Împreună cu echipajul de 8+1 a cucerit bronzul la a treia etapă de Cupă Mondială de la Lucerna din 2009. La Campionatele Mondiale U23 din Republica Cehă, Strungaru a obținut medalia de bronz la patru vâsle. Mondialele desfășurate la Poznań în Polonia a adus echipajului de 8+1 (Lupașcu, Albu, Cojocariu, Neacșu, Bursuc, Cogianu, Barabás) medalia de argint. Aceeași echipaj a obținut medalia de aur și la Europenele de la Brest (Belarus).
În 2010, Cogianu și-a îmbunătățit palmaresul cu medalia de aur obținută cu echipajul de 8+1 la Cupa Mondială. Echipajul de patru vâsle (Grigoraș, Boghian, Ilie) a intrat în posesia medaliei de bronz la Mondialele de Tineret de la Brest. Favorită la titlu, barca de 8+1 a ocupat primul loc și la Europenele de la Montemor-o-Velho din Portugalia. O nouă performanță a venit din partea aceluiași echipaj la Campionatul Mondial desfășurat în Noua Zeelandă, unde a ocupat a treia treaptă a podiumului.
La ediția din 2011 a Campionatelor Mondiale de Tineret, desfășurate la Amsterdam, cuplul Strungaru—Cristina Grigoraș a cucerit medalia de argint. Anul competițional s-a încheiat cu medalia de aur obținută de echipajul de patru vâsle la Campionatele Europene din Plovdiv (Bulgaria).
La Europenele de la Varese (Italia) din 2012, românca s-a situat pe a treia treaptă a podiumului ca parte a echipajului de patru vâsle. În urma rezultatului, a fost recompensată cu ordinul „Meritul Sportiv” — clasa II.
În 2013, la regata de Cupă Mondială de la Lucerna a ocupat a doua treaptă a podiumului cu echipajul de 8+1. La Campionatele Mondiale desfășurate în Coreea de Sud, Strungaru a mai obținut o medalie de argint împreună cu echipajul de 8+1.
Același palmares s-a repetat și în 2014, când la Campionatele Europene desfășurate în Belgrad (Serbia), echipajul feminin de 8+1 a cucerit aurul. La regata de Cupă Mondială de la Lucerna, echipajul de 8+1 obținut medalia de argint.

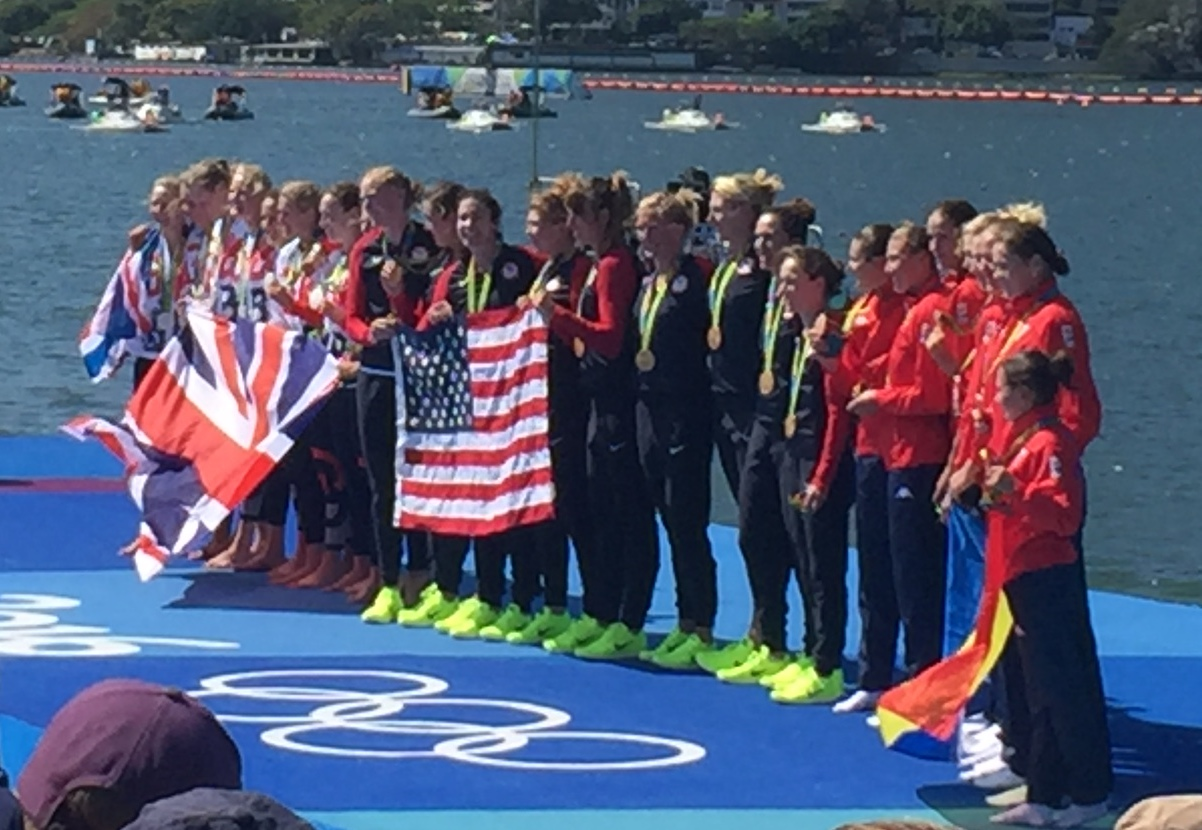
La Jocurile Olimpice de la Rio

La Campionatele Europene din 2015 de la Poznań, echipajul de 8+1 s-a clasat pe locul trei.
În 2016, prin rezultatul din cadrul regatei preolimpice de la Lucerna, echipajul de 8+1 (Mihaela Petrilă, Roxana Cogianu, Mădălina Bereș, Andreea Boghian, Laura Oprea, Adelina Cojocariu, Irina Dorneanu, Daniela Druncea și Ioana Strungaru) a reușit să se califice de pe primul loc la Jocurile Olimpice de vară din 2016. Echipajul a obținut medalia de bronz, după ce în urmă cu patru ani canotajul românesc nu a cucerit nicio medalie.

### Palmares competițional
| An   | Competiție                         | Locație                      | Loc | Eveniment | Note      |
| ---- | ---------------------------------- | ---------------------------- | --- | --------- | --------- |
| 2007 | Campionatele Mondiale de Juniori   | Beijing, China               | 1   | JW8+      | 06:27.470 |
| 2009 | Cupa Mondială III                  | Lucerna, Elveția             | 1   | W8+       | 06:10.760 |
| 2009 | Campionatele Mondiale U23          | Račice, Republica Cehă       | 3   | BW4x      | 06:39.410 |
| 2009 | Campionatele Mondiale              | Poznań, Polonia              | 2   | W8+       | 06:06.940 |
| 2009 | Campionatele Europene              | Brest, Belarus               | 1   | W8+       | 06:21.520 |
| 2010 | Cupa Mondială II                   | München, Germania            | 1   | W8+       | 06:21.890 |
| 2010 | Campionatele Mondiale U23          | Brest, Belarus               | 3   | BW4x      | 06:35.940 |
| 2010 | Campionatele Europene              | Montemor-o-Velho, Portugalia | 1   | W8+       | 06:36.450 |
| 2010 | Campionatele Mondiale              | Karapiro, Noua Zeelandă      | 3   | W8+       | 06:18.960 |
| 2011 | Cupa Mondială I                    | München, Germania            | 4   | W2x       | 07:09.250 |
| 2011 | Campionatele Mondiale U23          | Amsterdam, Olanda            | 2   | BW2x      | 06:54.920 |
| 2011 | Campionatele Europene              | Plovdiv, Bulgaria            | 3   | W4x       | 06:41.610 |
| 2012 | Campionatele Europene              | Varese, Italia               | 3   | W4x       | 06:29.980 |
| 2013 | Campionatele Europene              | Sevilla, Spania              | 6   | W2x       | 07:51.390 |
| 2013 | Cupa Mondială III                  | Lucerna, Elveția             | 2   | W8+       | 06:00.420 |
| 2013 | Campionatele Mondiale              | Chungju, Coreea de Sud       | 2   | W8+       | 06:07.040 |
| 2014 | Campionatele Europene              | Belgrad, Serbia              | 1   | W8+       | 06:16.640 |
| 2014 | Cupa Mondială III                  | Lucerna, Elveția             | 2   | W8+       | 06:00.420 |
| 2014 | Campionatele Mondiale              | Amsterdam, Olanda            | 4   | W8+       | 06:02.840 |
| 2015 | Campionatele Europene              | Poznań, Polonia              | 3   | W8+       | 06:12.990 |
| 2015 | Cupa Mondială                      | Lucerna, Elveția             | 4   | W8+       | 06:11.740 |
| 2016 | Campionatele Europene              | Brandenburg, Germania        | 4   | W8+       | 06:58.260 |
| 2016 | Regata preolimpică                 | Lucerna, Elveția             | 1   | W8+       | 06:02.560 |
| 2016 | Jocurile Olimpice de vară din 2016 | Rio de Janeiro, Brazilia     | 3   | W8+       | 06:04.100 |